# 埃尔米拉·米尼塔·戈登
埃尔米拉·米尼塔·戈登女爵士（英語：Dame Elmira Minita Gordon，GCMG GCVO JP，1930年12月30日—2021年1月1日），是伯利兹自独立以来的第一任总督，更是各英聯邦王國中首位女性總督，任期自1981年至1993年。她也是第一个获得心理学硕士和博士两个学位的伯利兹心理学家。